# یاسر حامد
یاسر محمد عبدالرحمن حامد (عربی: ياسر حامد؛ زادهٔ ۹ دسامبر ۱۹۹۷) بازیکن فوتبال متولد اسپانیا است که در پست مدافع میانی برای باشگاه فوتبال المصری بازی می‌کند.
وی همچنین در تیم ملی فوتبال فلسطین بازی کرده‌است.